# Alassane Ouédraogo
Alassane Ouédraogo (ur. 7 września 1980 w Boussoumie) – burkiński piłkarz grający na pozycji pomocnika lub napastnika. 26 razy zagrał w reprezentacji Burkiny Faso i strzelił 3 gole.

## Kariera klubowa
Karierę piłkarską Ouédraogo rozpoczął w klubie Santos FC. W jego barwach zadebiutował w 1996 roku w pierwszej lidze burkińskiej. Grał w nim do 1997 roku.
W 1997 roku Ouédraogo odszedł do belgijskiego Royalu Charleroi. Grał w nim przez 3 sezony, do 2000 roku. Wtedy też odszedł do niemieckiego 1. FC Köln. W Bundeslidze zadebiutował 28 kwietnia 2000 w wygranym 4:0 domowym meczu z Energie Cottbus. Nie przebił się jednak do pierwszego składu Köln. Przez 3 lata rozegrał 3 mecze w Bundeslidze i grał głównie w rezerwach klubu z Kolonii.
W 2003 roku Ouédraogo przeszedł do drugoligowego Rot-Weiß Oberhausen. Zadebiutował w nim 3 sierpnia 2003 w zwycięskim 3:1 wyjazdowym meczu z Arminią Bielefeld. W Oberhausen występował przez 2 lata.
W 2005 roku Ouédraogo zmienił klub i podpisał kontrakt z grającym w Regionallidze TuS Koblenz. 4 grudnia 2005 zaliczył w nim debiut w meczu z rezerwami VfB Stuttgart (1:2). W 2006 roku awansował z Koblenz do 2. Bundesligi.
W 2009 roku Ouédraogo odszedł do Rot-Weiss Essen. Swój debiut w nim zanotował 20 lutego 2010 w meczu z SC Verl (2:0). W 2010 roku trafił do Fortuny Köln. Następnie grał w SpVgg EGC Wirges, a w 2015 trafił do VfB Speldorf.
| Sezon   | Klub                | Kraj         | Rozgrywki             | Mecze | Bramki |
| ------- | ------------------- | ------------ | --------------------- | ----- | ------ |
| 1996/97 | Santos FC           | Burkina Faso | Superdivision         | ?     | ?      |
| 1997/98 | Royal Charleroi     | Belgia       | Eerste Klasse         | 16    | 1      |
| 1998/99 | Royal Charleroi     | Belgia       | Eerste Klasse         | 24    | 2      |
| 1999/00 | Royal Charleroi     | Belgia       | Eerste Klasse         | 14    | 1      |
| 2000/01 | 1. FC Köln          | Niemcy       | Bundesliga            | 1     | 0      |
| 2000/01 | 1. FC Köln II       | Niemcy       | Oberliga              | 10    | 3      |
| 2001/02 | 1. FC Köln          | Niemcy       | Bundesliga            | 2     | 0      |
| 2001/02 | 1. FC Köln II       | Niemcy       | Oberliga              | 15    | 4      |
| 2002/03 | 1. FC Köln II       | Niemcy       | Regionalliga          | 26    | 3      |
| 2003/04 | Rot-Weiß Oberhausen | Niemcy       | 2. Fußball-Bundesliga | 33    | 6      |
| 2004/05 | Rot-Weiß Oberhausen | Niemcy       | 2. Fußball-Bundesliga | 24    | 1      |
| 2005/06 | TuS Koblenz         | Niemcy       | Regionalliga          | 11    | 1      |
| 2006/07 | TuS Koblenz         | Niemcy       | 2. Fußball-Bundesliga | 1     | 0      |
| 2007/08 | TuS Koblenz         | Niemcy       | 2. Fußball-Bundesliga | 3     | 0      |
| 2008/09 | TuS Koblenz         | Niemcy       | 2. Fußball-Bundesliga | 9     | 0      |
| 2009/10 | Rot-Weiss Essen     | Niemcy       | Regionalliga          | 15    | 0      |
| 2010/11 | SC Fortuna Köln     | Niemcy       | Oberliga              | 22    | 2      |
| 2011/12 | SC Fortuna Köln     | Niemcy       | Regionalliga          | 2     | 0      |

## Kariera reprezentacyjna
W reprezentacji Burkiny Faso zadebiutował w 1998 roku. W swojej karierze trzykrotnie wystąpił w turnieju o Puchar Narodów Afryki.
W 1998 roku Ouédraogo zajął 4. miejsce z Burkina Faso w Pucharze Narodów Afryki 1998. Na tym turnieju rozegrał 4 mecze: z Kamerunem (0:1), ćwierćfinale z Tunezją (1:1, k. 8:7), półfinale z Egiptem (0:2) i o 3. miejsce z Demokratyczną Republiką Konga (4:4, k. 1:4), w którym strzelił gola.
W 2000 roku Ouédraogo rozegrał 2 mecze w Pucharze Narodów Afryki 2000: z Zambią (1:1), w którym zdobył bramkę i z Egiptem (2:4).
Z kolei w 2002 roku Ouédraogo był powołany do kadry na Puchar Narodów Afryki 2002. Na nim zagrał trzykrotnie: z Republiką Południowej Afryki (0:0), z Marokiem (1:2) i z Ghaną (1:2). W kadrze narodowej grał do 2007 roku i rozegrał w niej 26 meczów i strzelił 3 gole.